# Stuart Williams (futebolista)
Stuart Grenville Williams (Wrexham, 9 de julho de 1930 - 5 de novembro de 2013) foi um futebolista galês que atuava como defensor.

## Carreira
Stuart Williams fez parte do elenco da Seleção Galesa de Futebol, na Copa do Mundo de 1958.